# 雙隧道戰役
雙隧道戰役（法語：Bataille de Twin-Tunnels）發生於1951年2月1日，是朝鮮戰爭期間的一場戰役。聯合國部隊在這場戰役中給人民志願軍造成重大傷亡。“雙子隧道”是指是韓國京畿道楊平郡的一系列鐵路隧道。
1951年1月至2月之間的一系列戰役，包括雙隧道戰役、砥平里戰役和第三次原州戰役，在許多方面標誌著整個朝鮮戰爭的轉折點。

## 註腳
1. ↑  . （原始内容存档于2007-10-05）.
2. ↑  中國人民解放軍軍事科學院 2000，第199頁.
3. 1 2 3  Army University Press. . 2019  [2022-07-22]. （原始内容存档于2022-07-22） （英语）. 34:54
4. 1 2  Clodfelter 2008，第702頁.
5. ↑  . 2013  [2022-02-18]. （原始内容存档于2021-01-17） （法语）.
6. ↑  马平（2022年），第1056页